# 249
249 (CCXLIX) je bilo navadno leto, ki se je po julijanskem koledarju začelo na ponedeljek.

## Dogodki
- 1. januar

## Smrti
- Filip Arabec ali Filip I., 34. cesar Rimskega cesarstva, ki je vladal od leta 244 do 249 (* okoli 204)
- Filip II., cesar Rimskega cesarstva (* 238)